# ماهیچه چانه‌ای‌لامی
ماهیچه چانه‌ای‌لامی (انگلیسی: Geniohyoid muscle) ماهیچه باریکی است که در بالای مرز میانی ماهیچه آسیالامی (میلوهیوئید) واقع شده است.
کار ماهیچه چانه‌ای‌لامی بالا بردن و جلو و عقب کشیدن استخوان لامی است. خاستگاه آن خارچانه‌ای پائینی و پیوندگاهش تنه استخوانی لامی (هیوئید) است.
عصب‌گیری آن از شاخه‌ای از نخستین عصب گردنی (سرویکال) است که به‌سوی عصب زیرزبانی می‌رود.

## نگارخانه

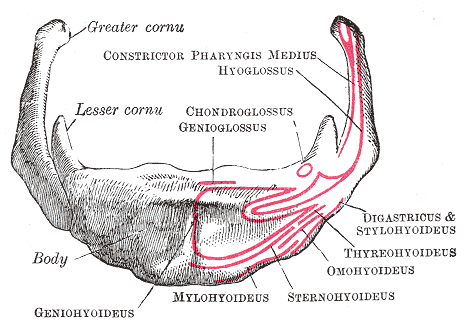
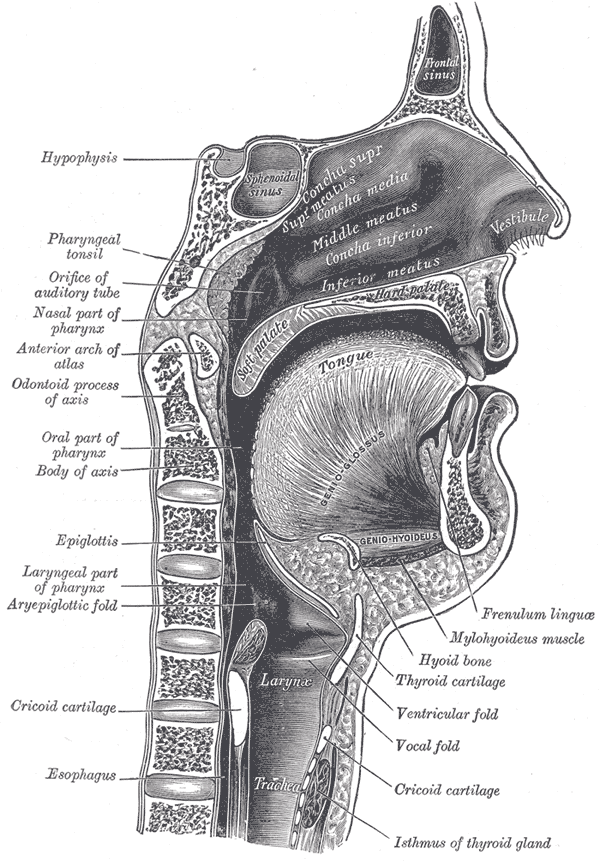
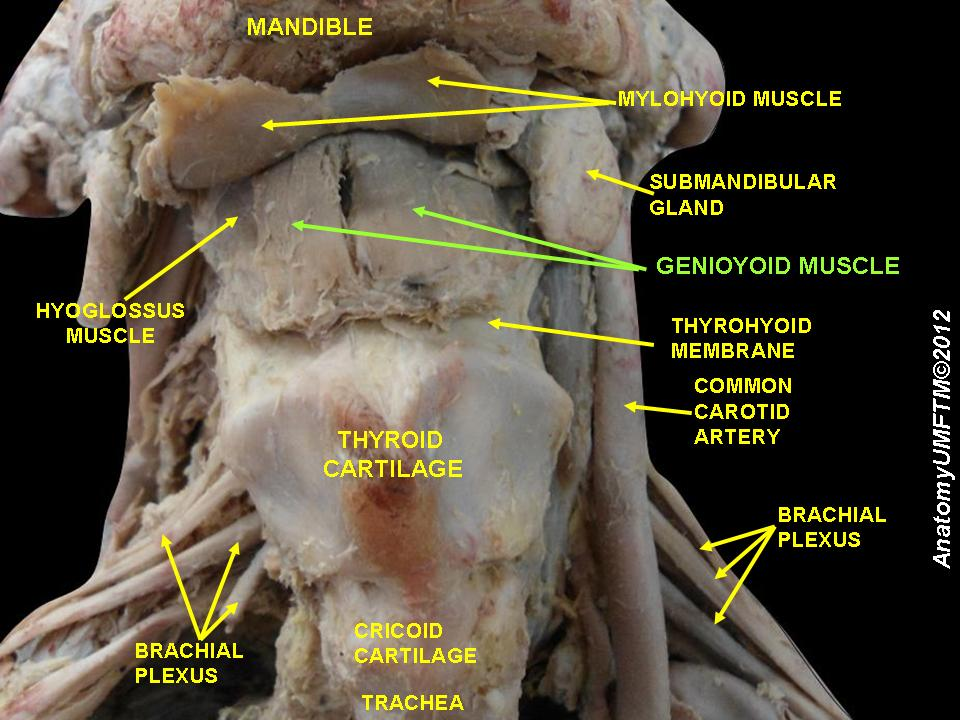
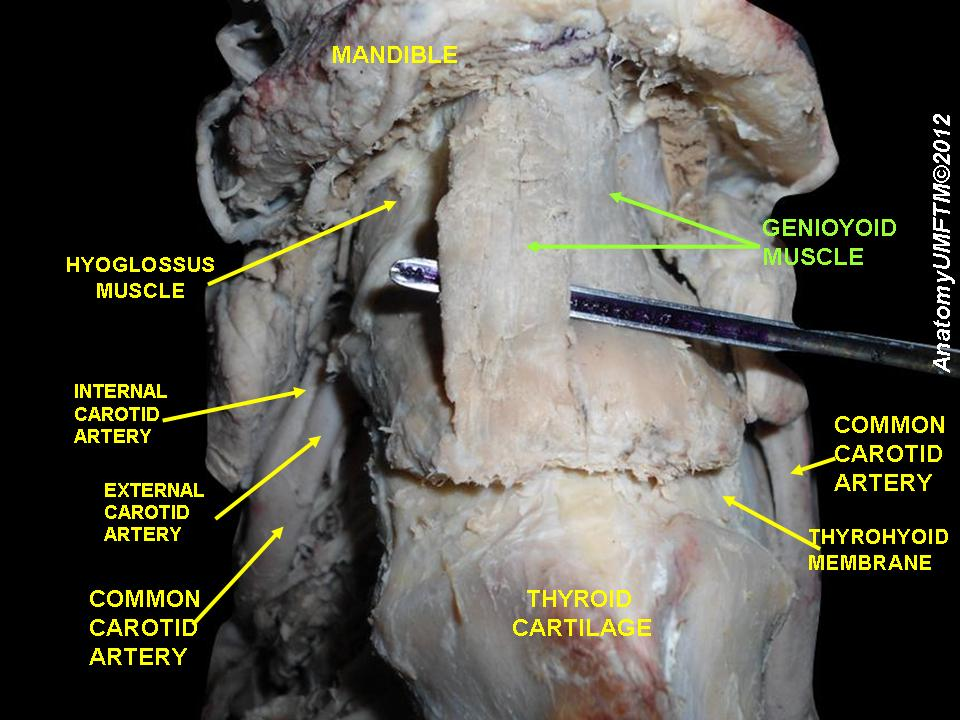
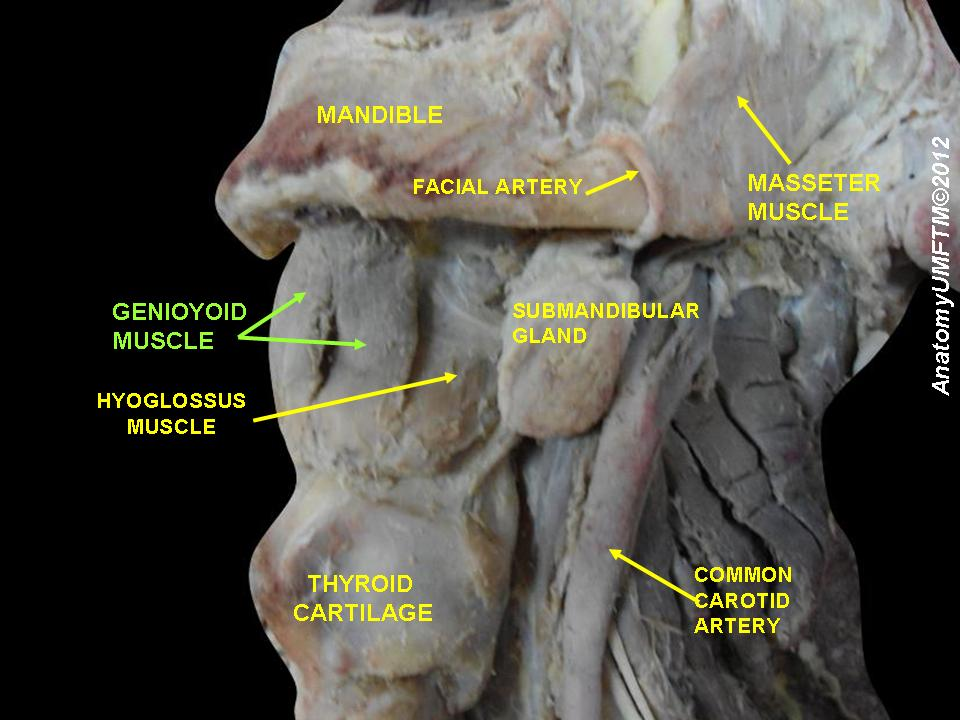